# 张所
张所（11世纪—1127年）。青州（今山东省青州市）人，北宋、南宋官员。
北宋末年宋徽宗朝中进士，官至监察御史。靖康二年（1127年）四月，受康王赵构派遣，按视陵寝。赵构即位为宋高宗，张所为兵部员外郎，上书言事，力主还都，奏称河东、河北是天下之根本，割让三镇、两河，会使民怨扼腕。又弹劾黄潜善奸邪不可用。于是得罪了黄潜善，于是贬为凤州团练副使、江州安置。李纲入相，推荐他担任直龙图阁、充河北西路招抚使，置司北京（今河北省大名县）。张所以王彦为都统制，岳飞为统制，共同筹谋恢复之计。他被汪伯彦责难，李纲罢相后，他被解职安置岭南，走到潭州被钟相、杨幺部下杀害。

## 延伸阅读
[在维基数据编辑]
 《宋史/卷363》，出自脱脱《宋史》